# Le zucche della vendetta
Le zucche della vendetta (Attack of the Jack-o'-Lanterns) è il quarantottesimo racconto di Robert Lawrence Stine appartenente alla serie Piccoli brividi.

## Trama
Drew Brockman è una ragazza mingherlina di dodici anni chiamata affettuosamente da suo padre "Folletto" per la sua vivacità. Drew è figlia unica, il suo migliore amico si chiama Walker Parkes e ha una vera e propria ossessione per la festa di Halloween. Tale ossessione aveva avuto origine due anni prima lo svolgersi della vicenda narrata, quando i due amici, assieme ai gemelli Shane e Shana Martin, erano stati invitati a una festa a casa di Lee Winston, il belloccio del quartiere.
La festa era stata interrotta dall'arrivo di due banditi intenzionati a svaligiare la casa, ma dopo parecchi minuti di terrore, si era scoperto che si era trattato di una messa in scena, messa in piedi da Lee con l'aiuto di due ragazzi delle superiori di sua conoscenza, Todd Jeffrey e il suo amico Joe.
L'episodio aveva provocato l'ira dei quattro ragazzi che avevano architettato una vendetta per l'anno successivo, organizzando a loro volta una festa nella quale avevano predisposto un gran numero di tranelli spaventosi per Lee e la sua migliore amica, l'odiosa e bellissima Tabitha "Tabby" Weiss.
Giunto l'attesissimo giorno però, i due invitati avevano dato forfait e la festa era saltata, e con essa la possibilità di vendicarsi per Drew e il suo gruppo.
Passato un altro anno la narrazione ha inizio in autunno, quando manca poco ad Halloween. Drew invita Lee e Tabby a fare un giro del paese per il consueto "dolcetto o scherzetto".
I ragazzi, ormai adolescenti, sono consapevoli del fatto che quello potrebbe essere il loro ultimo giro per le case in cerca di dolciumi e leccornie varie, perciò accettano l'invito. Poco prima del giorno di Halloween, però, la madre di Drew consiglia alla figlia di non uscire di casa poiché quattro persone (estremamente obese), nei giorni seguenti, erano state rapite; suo marito, però, la rassicura e dà a Drew il permesso di uscire.
Una volta iniziato il giro però, Shane e Shana costringono il gruppo a spostarsi in un quartiere a loro sconosciuto. Le vie sono particolarmente buie e l'ora tarda è inappropriata per continuare il giro. Ciò nonostante i due gemellini, mascherati con delle raccapriccianti zucche sulla testa illuminate da una fiamma ardente, costringono il gruppo ad andare avanti e chiedere altri dolci. Le loro buste sono ormai piene e così i quattro, stanchi e affaticati devono mangiare ciò che hanno raccolto per poter guadagnare spazio. Alla fine i ragazzi vengono circondati da esseri dotati di testa a zucca, che cominciano a girare loro intorno in un vortice di fiamme.
Solo quando ormai Lee e Tabby, terrorizzati, fuggono via, si scopre che Shane e Shana sono in realtà degli alieni e che il loro cibo preferito è nient'altro che la carne umana. Drew e Walker vengono comunque rassicurati: sono ancora troppo magri per essere mangiati, poiché il loro cibo preferito sono unicamente umani molto grassi (come le quattro persone che erano state rapite e divorate pochi giorni prima dai due extraterrestri).

## Episodio TV
Di questo libro è stata realizzata una trasposizione televisiva, chiamata "Le zucche di Halloween", che rispecchia quasi del tutto la trama del racconto, salvo alcune differenze:
- Drew è di carnagione bianca mentre Lee è afroamericano nel romanzo, a differenza della trasposizione televisiva in cui la prima è mulatta e il secondo di carnagione chiara.
- Poco prima del finale, nell'episodio TV, i quattro ragazzi non vengono accerchiati da parecchie zucche come invece accade nel romanzo.
- Nel romanzo sia Drew che Walker sono a conoscenza del fatto che Shane e Shana sono alieni, a differenza dell'episodio TV in cui è solo Drew a saperlo.
- Nel romanzo Shane e Shana non mostrano il loro vero aspetto di alieni mentre nell'episodio TV si staccano le teste rivelandone due verdi e piccole con due grandi occhi, per poi salire sul loro disco volante situato in un bosco.
- Nel romanzo le persone rapite sono tutte molto obese e non viene specificato che a rapirle (e poi mangiarle) siano stati Shane e Shana. Nell'episodio TV, invece, i quattro scomparsi sono persone normali e viene detto proprio da Shane e Shana che sono stati loro a rapirli e a mangiarli.
- Shane e Shana travestiti da zucche hanno mani dalle lunghe dita nel romanzo a differenza dell'episodio TV in cui hanno delle chele da cui sparano raggi laser.
- I personaggi di Todd Jeffrey e il suo amico Joe, due ragazzi delle superiori complici degli scherzi di Tabby e Lee, sono assenti nell'episodio TV.

## Modifiche dell'edizione francese
La versione francese di questa storia è stata notevolmente modificata dai traduttori, poiché è stato deciso che il testo originale era troppo raccapricciante e spaventoso per i bambini. La sotto trama delle "sparizioni di Halloween" è più importante nel libro francese ed è stata cambiata in modo che i ragazzi venissero rapiti i precedenti Halloween, e non gli adulti. La parte in cui i ragazzi vengono costretti a raccogliere dolci è stata tagliata, come la parte in cui le teste di zucca stanno portando le zucche per "sostituire" le teste dei ragazzi.
Anche il finale è stato completamente cambiato. Drew era completamente inconsapevole del fatto che Shana e Shane fossero alieni, e questo arriva come una grande rivelazione. Le teste di zucca spiegano che ci sono dietro le "sparizioni di Halloween" perché hanno bisogno di giovani soggetti di prova per i loro esperimenti scientifici, e rapiscono Lee e Tabby, sperando che con loro le loro esperienze finiscano. Non viene fatta menzione degli alieni che mangiano carne umana. Shane e Shana menzionano anche che lasceranno la Terra per sempre, perché sono troppo "vecchi" per fare "dolcetto o scherzetto", prima di scomparire su di un UFO.
Il libro termina con Drew e Walker in una stazione di polizia, cercando di spiegare gli eventi della notte di Halloween. Vedendo che i poliziotti non sono convinti della sua storia, la ragazza decide di scriverne un libro, perché "milioni di lettori" le crederanno sicuramente.
Il traduttore francese ha anche aggiunto piccoli pezzi di testo completamente a caso: per esempio, il libro non si apre sul padre di Drew che la chiama "folletto" ma piuttosto su di lui che legge un articolo di giornale sulle sparizioni di Halloween, e inoltre il primo capitolo è stato diviso in due parti. Aggiungendo ciò ai tagli precedentemente menzionati, il libro francese comprende 26 capitoli, mentre quello originale ne ha 29.

## Edizioni
- R. L. Stine, Le zucche della vendetta, traduzione di Cristina Scalabrini, collana Piccoli brividi, Arnoldo Mondadori Editore, 1998,  p. 141, ISBN 88-04-45698-1.